# Cento (comune)
Cento (Zèint in dialetto centese, Zänt in dialetto bolognese cittadino) è un comune italiano di 35 596 abitanti della provincia di Ferrara in Emilia-Romagna.
Cento è definita spesso terra di confine perché, nonostante sia in provincia di Ferrara, dista 25 km da Bologna, 32 da Ferrara e 38 da Modena. Più volte si è discusso per cambiare provincia a quella di Bologna, senza mai concretizzare l'idea.
Insieme alla vicina Pieve di Cento costituisce un unico agglomerato urbano di oltre 43 000 abitanti, denominato territorio del Centopievese.
Cento inoltre è talvolta rinominata "La piccola Bologna" per via della struttura dei portici e del centro storico, in stile bolognese, e per la sua gastronomia, che presenta numerosi piatti tipici del capoluogo dell'Emilia-Romagna.

## Geografia fisica
Cento presenta un territorio totalmente pianeggiante, agricolo, ricco di corsi d'acqua e di maceri (piccoli stagni, retaggio della coltivazione della canapa) che si insinua come un cuneo tra le province di Bologna e Modena.

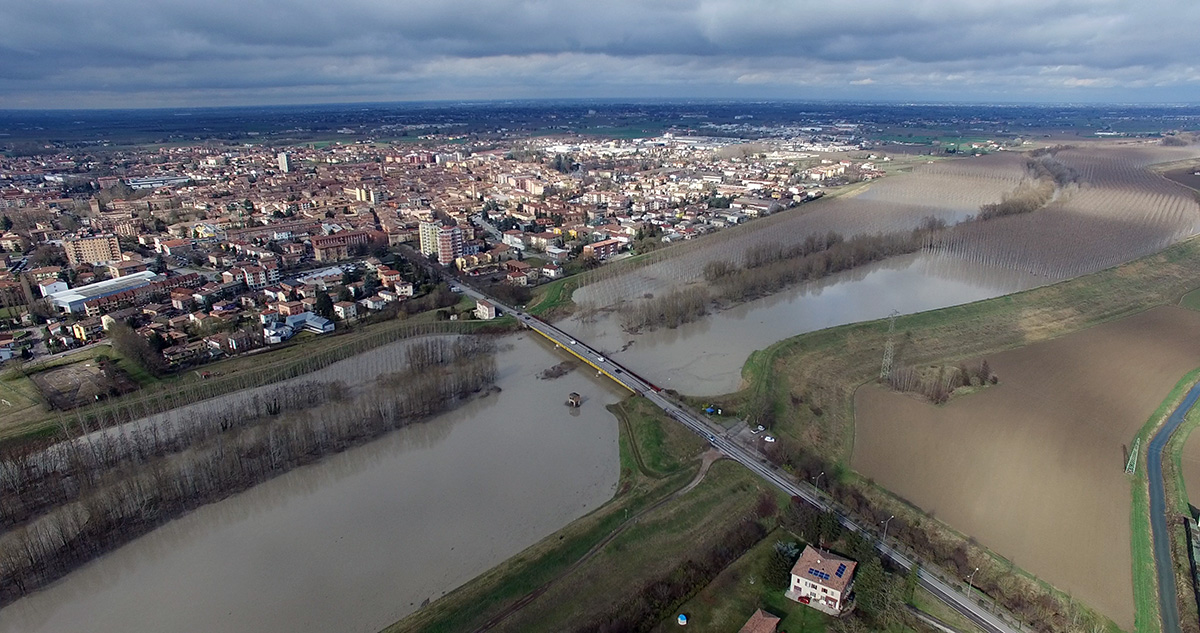
La piena del Reno passa per Cento

## Origini del nome
Esistono varie ipotesi sull'origine del nome Cento: quella più accreditata lo fa risalire all'epoca romana, da Centum, poiché all'epoca i territori venivano divisi in centurie agrimensorie, oppure, sempre risalente all'epoca del dominio romano, da "Cento iugeri", che sarebbe la porzione di territorio assegnato ai coloni all'epoca. Un'altra ipotesi è di origine longobarda, da "Centenario", una sorta di giudice che esercitava la giurisdizione per conto del Duca di Persiceta. Un'altra ipotesi è che il nome della cittadina derivi dal Castello di Cento, il cui nome sarebbe stato dato dai Celti, chiamandolo appunto Celto, poi storpiato in Cento.

## Storia

### Nel medioevo

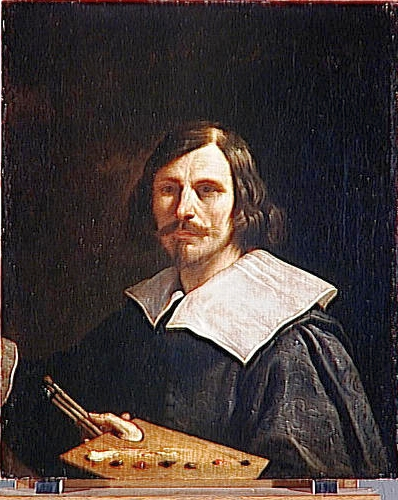
Giovanni Francesco Barbieri, detto il Guercino e nato nel 1591, è stato certamente uno dei più noti personaggi centesi.

La prima comunità formalmente costituita nella zona risale al 1185, quando il vescovo di Bologna riconobbe giuridicamente la comunità costituita da contadini, impegnati nelle opere di bonifica del territorio.
All'inizio del Trecento, in concomitanza con la graduale perdita di potere del vescovo di Bologna, nacque la partecipanza agraria. In origine Cento era unita a Pieve di Cento, ma nel 1376, con decreto del principe centopievese Bernardo de Bonnevalle, vescovo di Bologna, venne separata da Pieve di Cento a cui fu riconosciuto lo status di "città autonoma". Dal 1502 fino al 1598 il territorio fece parte dei domini Estensi; Papa Alessandro VI cedette in dote Cento a Lucrezia Borgia in occasione delle nozze con il duca Alfonso della casata estense; Cento tornò ad essere amministrata da Bologna durante la reggenza dello Stato Pontificio a partire dal 1598.
Nel XVII secolo, il Comune di Cento fu definitivamente separato dalla sua originaria pieve da un evento naturale, quale fu la rotta del fiume Reno, avvenuta nel 1648, che fu talmente devastante da porre il letto del fiume nel mezzo dei due centri. In quello stesso periodo, negli anni tra il 1641 e il 1649, Cento venne coinvolta anche nella guerra di Castro.
Nel 1754 papa Benedetto XIV diede a Cento, con Bolla Papale, il rango di "Città" e durante la Repubblica Cisalpina (1797) venne scelta quale capoluogo del Dipartimento dell'Alta Padusa. All'inizio del XIX secolo Cento fece parte del regno napoleonico, che ebbe termine nel 1815 quando il cardinale Consalvi restaurò nella zona lo Stato Pontificio, riportando a Cento le opere d'arte trafugate da Napoleone. Durante l'occupazione francese, numerose opere d'arte vennero spedite in Francia come spoliazioni napoleoniche, e la maggior parte di queste non fece più ritorno.  Secondo il catalogo pubblicato nel Bulletin de la Société de l'art français del 1936, le opere che vi erano conservate fino a prima del periodo napoleonico e che non vennero restituite, sono:
- San Francesco d'Assisi, Guercino, presso la chiesa di San Pietro, oggi al Louvre
- La Gloria del Paradiso, Guercino, in origine presso la chiesa del Santo Spirito, oggi Musée de Toulouse
- Vergine e Gesu, Cesare Gennari, presso il Seminario di Cento, oggi al Musée d'Aurillac
- Vergine e San Luigi, Guercino, chiesa di Sant'Agostino, oggi Musée de Bruxelles
- San Bernardo, Guercino, presso la chiesa di San Pietro, oggi dispersa

I decenni successivi videro un grande fermento politico, con la comparsa di personaggi storici del risorgimento, come il centese Ugo Bassi, fucilato a Bologna nel 1849 dalle truppe austriache.
Con voto plebiscitario nel 1860 veniva sancita l'annessione al Regno dei Savoia. Il nuovo stato riportò la Città di origine bolognese sotto l'area ferrarese mentre nel 1928 un decreto reale modificò il confine con Pieve di Cento, con il passaggio di quest'ultima alla provincia di Bologna.

### Storia recente

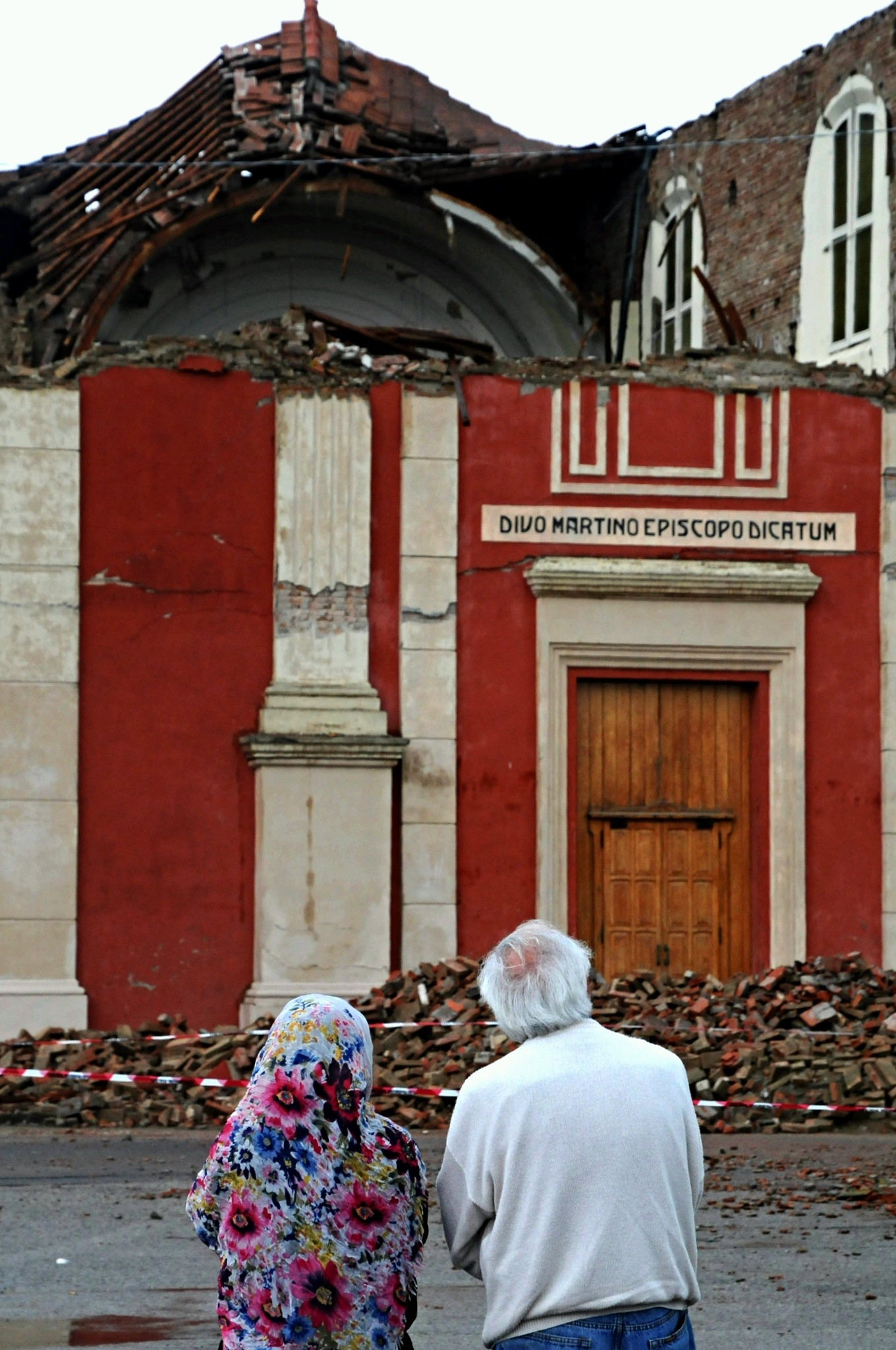
Chiesa di San Martino di Tours a Buonacompra di Cento, crollata dopo le scosse del 20 maggio 2012

Cento è stata colpita dai terremoti dell'Emilia del 2012 che nel comune hanno provocato una vittima. Nel territorio, è crollata la chiesa di Buonacompra, mentre molte altre sono rimaste danneggiate e chiuse al pubblico; si prevede che rimarranno tali per diversi anni in attesa della completa restaurazione.

### Simboli
(D.P.R. 3 novembre 2010)
Sullo stemma di Cento, nella parte inferiore, campeggia il gambero che ricorda l'origine pescosa del territorio un tempo invaso dall'acqua e ricco di gamberi, mentre nella parte alta è presente lo stemma della famiglia Aldobrandini, un cui componente fu papa Clemente VIII, che nel 1598 riportò il Ducato di Ferrara sotto lo stato pontificio. Il capo d'Angiò indicava l’appartenenza alla causa guelfa.
Il gonfalone è un drappo di bianco.

Stemma attuale, adottato ufficialmente il 3 novembre 2010, seguente lo stile araldico italiano[16][17].
Stemma con il capo littorio, mandatorio in tutti gli stemmi italiani dal 1933 fino al 1944.
Antico stemma cittadino, così come mostrato in un documento dell'archivio storico.[18]
Stemma nella versione aulica, de facto co-ufficiale dal 3 marzo 1937. Lo stemma non fu mai confermato dalla Consulta Araldica.[16][17]
Gonfalone comunale.

### Onorificenze
Confermato con D.P.R. 3 novembre 2010.
L'asteroide (113626) Centorenazzo.

## Monumenti e luoghi d'interesse

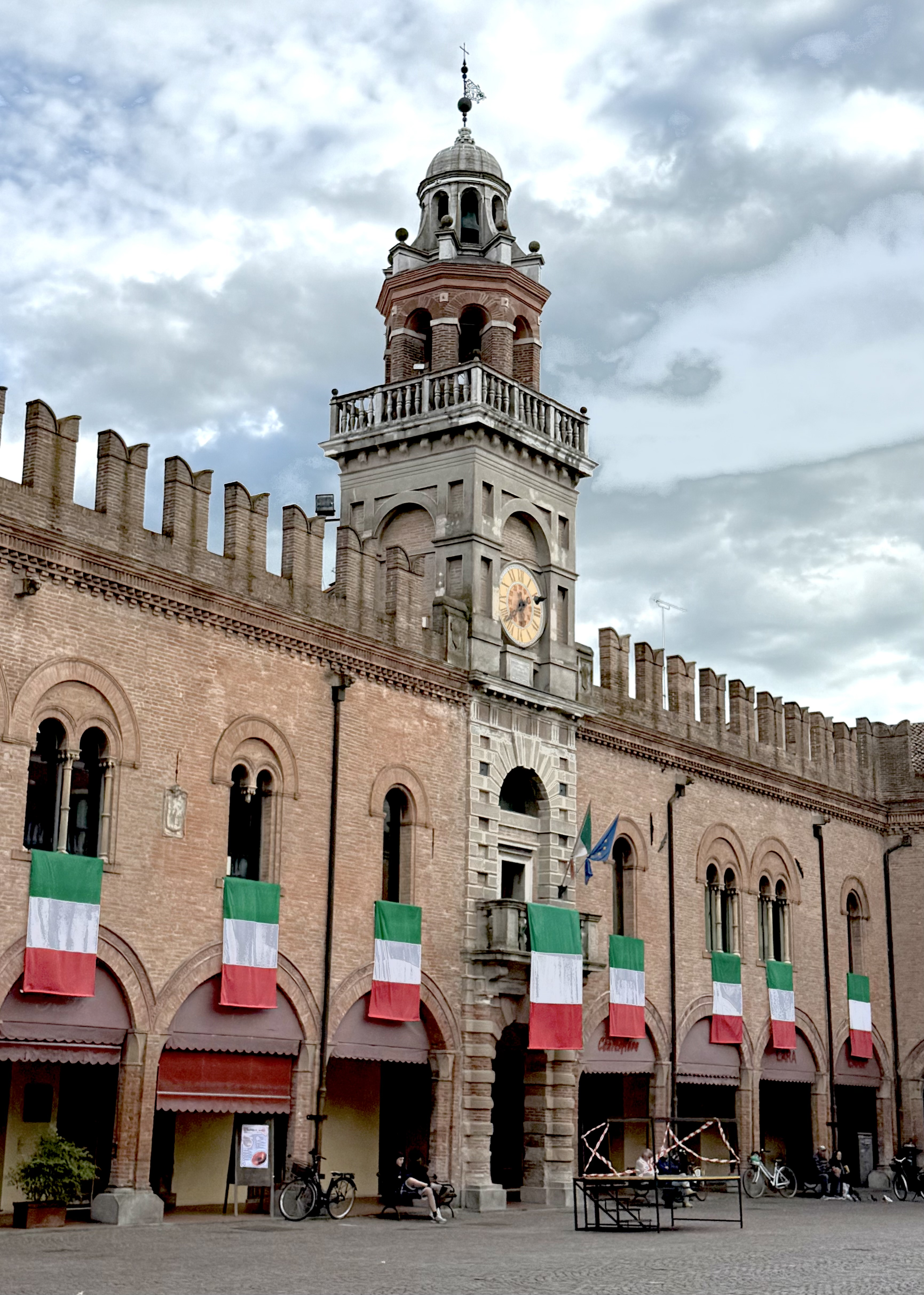
La facciata del Palazzo del Governatore in Piazza Guercino restaurato dopo il terremoto del 2012

La struttura urbana risale al Medioevo ed è caratterizzata dalla presenza di portici che fiancheggiano le strade principali con palazzi storici e chiese di pregio artistico.

### Architetture religiose
- Santuario della Beata Vergine della Rocca, situato vicino alla Rocca di Cento. Vi è custodita un'immagine mariana considerata miracolosa secondo la tradizione.[21]
- Chiesa di San Pietro, tra le più antiche parrocchiali del comune. Risale al XIII secolo e conserva opere del Guercino.
- Basilica collegiata di San Biagio Vescovo e Martire, antico oratorio risalente al primo millennio, fu ampliata e modificata fino alla sua totale ristrutturazione ad opera dell'architetto A. Torregiani, durata dal 1730 al 1745. La chiesa ha una pianta a croce latina, si eleva con a tre navate, transetto e abside e l'incrocio fra transetto e navata maggiore è sormontato da una cupola ellittica.

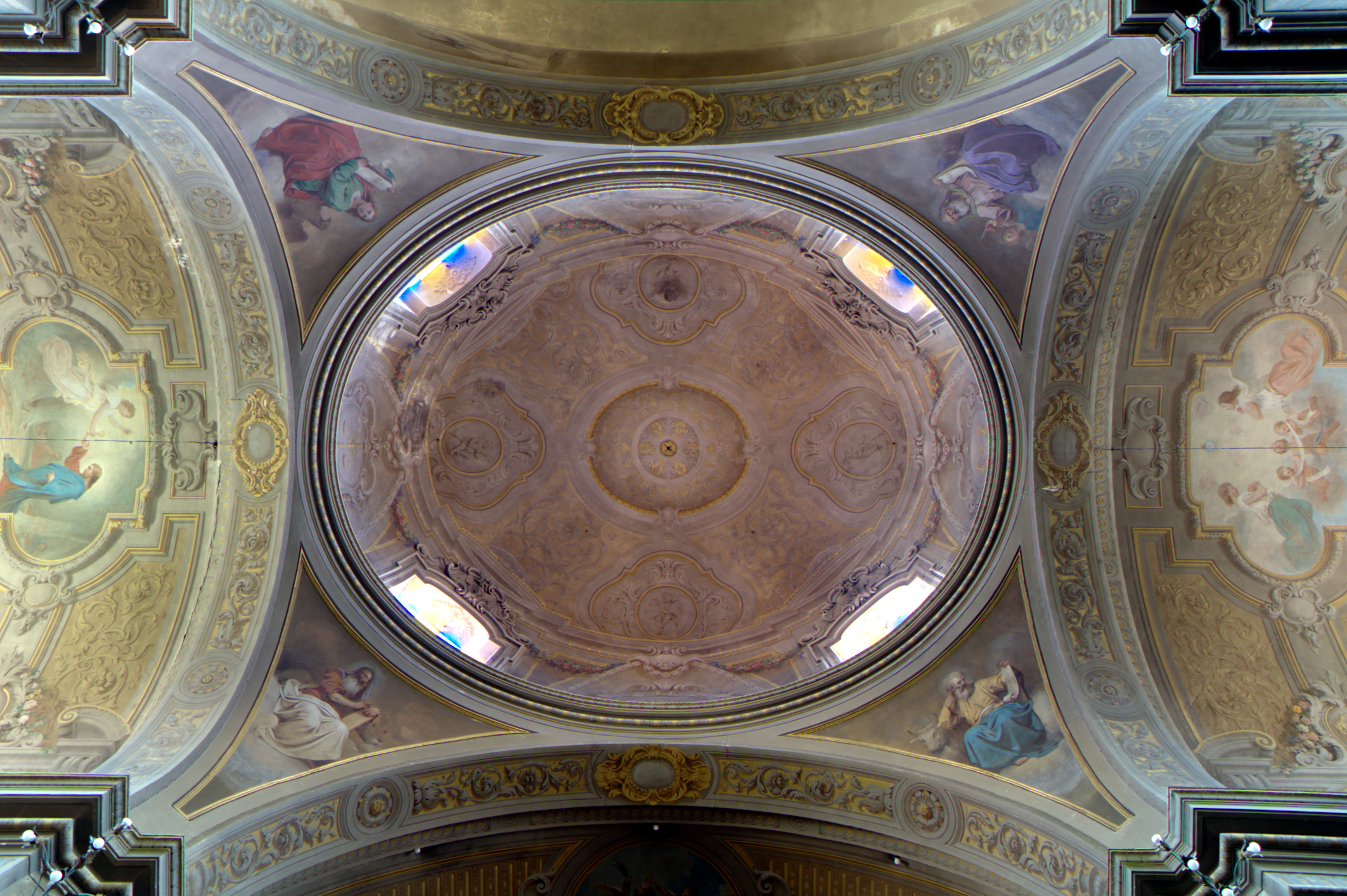
Cupola ellittica della Basilica di San Biagio. Nelle quattro vele, gli Evangelisti

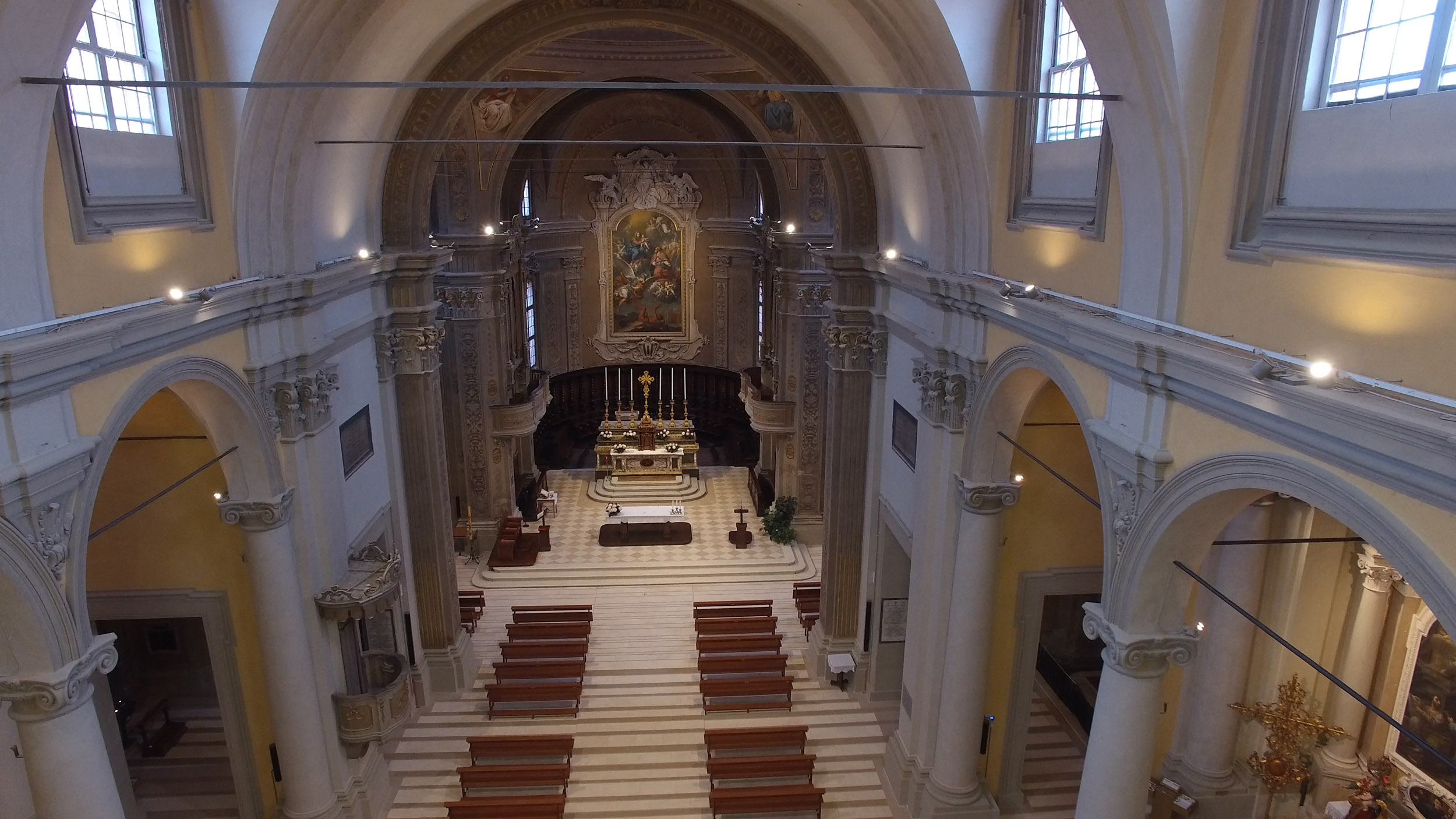
Interno della Basilica di San Biagio

Lo stile è barocco con reminiscenze rinascimentali.

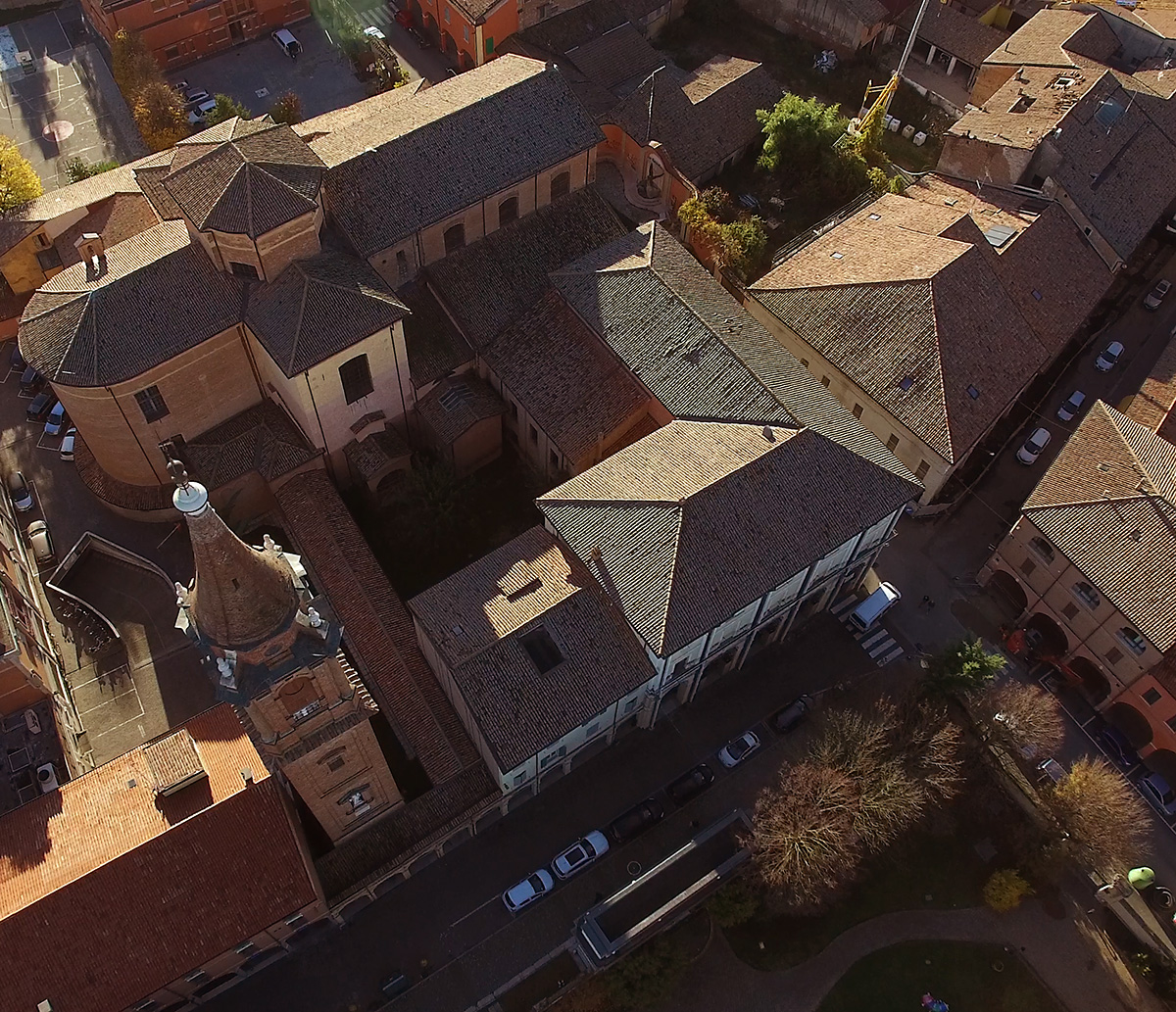
La Basilica di San Biagio dall'alto

All'interno numerose opere d'arte fra le quali spicca la tela San Carlo Borromeo in orazione, opera di Giovanni Francesco Barbieri, soprannominato il Guercino, risalente al 1614; a questa si aggiungono opere di Antonio Rossi, Bartolomeo Cesi, Domenico Mona, Marcello Provenzali e Lorenzo Zucchetta. Nell'aprile 1980 è stata elevata al rango di basilica minore. Sulla piazza antistante la basilica lo scultore Mauro Mazzali ha realizzato una grande fontana con la rappresentazione di San Michele Arcangelo che uccide il drago.
- Chiesa di San Lorenzo, nella frazione di Casumaro, fu edificata fra il 1765 e il 1773 su disegno dell'architetto centese Pietro Alberto Cavalieri.
- Chiesa del Rosario, edificata fra il 1633 e il 1644 per volere dell'Arciconfraternita del Rosario, di cui in quegli anni fu priore il Guercino. Nell'interno, in stile barocco, la quinta cappella a sinistra è detta "la cappella del Guercino", in quanto il pittore la volle per sé e la propria famiglia, curandone l'allestimento: la pala principale raffigura la Crocifissione.[23]
- Chiesa dei Santi Sebastiano e Rocco
- Chiesa di Sant'Anna, parrocchiale nella frazione di Reno Centese.
- Chiesa di San Giorgio, parrocchiale nella frazione di Corporeno.
- Chiesa di Santa Maria e Sant'Isidoro, parrocchiale nella frazione di Penzale.
- Chiesa di San Martino, parrocchiale nella frazione di Buonacompra.
- Chiesa di San Sebastiano, parrocchiale nella frazione di Renazzo.
- Oratori mariani di Cento. Piccoli edifici sacri destinati alla preghiera, attigui ad una chiesa o ad un monastero, o talvolta ad abitazioni private. Possono essere corrispondenti a pilastrini religiosi. La tradizione vuole che gli oratori elencati siano posti sull'asse di collegamento tra la Via Francigena propriamente detta e quella che scendendo dal Brennero giungeva a Roma fungendo da tappe intermedie di pellegrinaggio. Venivano e vengono usati per ricorrenze religiose come recite di rosari, processioni e funzioni sacre e sono anche percorsi devozionali locali sostituendo i lunghi pellegrinaggi che non tutti erano in grado di affrontare.
- Oratorio della Crocetta
- Oratorio del Carmine nella frazione di Renazzo
- Oratorio di Santa Liberata e Oratorio di Santo Prato Fiorito. Dotati di diversi affreschi di santi, il secondo è piuttosto ampio e dedicato in particolare a san Sebastiano. Altri due oratori sono quello dell'Ariosto e quello della Crocetta, edificati ancor prima del XIX secolo. La chiesetta della Crocetta, nonostante le modeste dimensioni, era un punto di riferimento per i pellegrini locali.[24]

### Architetture civili
- Palazzo del Governatore, fatto costruire dagli Estensi nel 1502 in occasione del matrimonio tra Alfonso I d'Este e Lucrezia Borgia.[25]
- Casa Pannini.
- Antica Rocca, sede d'iniziative estive.
- Teatro Giuseppe Borgatti, dedicato all'omonimo tenore centese.[26]
- Civica Pinacoteca Il Guercino, con la più alta concentrazione al mondo di opere di Giovanni Francesco Barbieri detto il Guercino, genio del Barocco, che a Cento ha vissuto gran parte della sua vita. L'edificio è di nuovo aperto al pubblico da dicembre 2023, dopo un periodo di chiusura per ristrutturazione dai danni subiti dal sisma del 2012.
- Osservatorio astronomico Pietro Burgatti.
- Giardino del gigante, parco artistico.

## Società

### Evoluzione demografica
Abitanti censiti

### Etnie e minoranze straniere
Al 31 dicembre 2023 gli stranieri presenti erano 3.999, ovvero il 10,78% della popolazione.

### Lingue e dialetti
Il dialetto parlato è il dialetto centese, parlato anche nei territori limitrofi, come Pieve di Cento e San Matteo della Decima, oltre che nelle frazioni. In queste ultime, soprattutto quelle più a nord, il centese subisce influenze più forti dal dialetto ferrarese, a differenza del resto del territorio che ha più influenze dal dialetto bolognese. Si possono avvertire anche somiglianze di parlata con il dialetto modenese essendo il territorio di Cento situato al centro tra le tre province.

### Istituzioni, enti e associazioni

#### Ospedale Santissima Annunziata
L'Ospedale Santissima Annunziata è la struttura ospedaliera principale di Cento ed appartiene al gruppo dei quattro nosocomi pubblici della provincia di Ferrara. Tra questi l'Arcispedale Sant'Anna di Ferrara è l'Hub, ed ha il ruolo di capofila mentre il nosocomio Santissima Annunziata, coi suoi 13 tra reparti e poliambulatori, ha il ruolo di spoke.

## Cultura

### Cinema
- Permette? Rocco Papaleo (Ettore Scola, 1971): una scena girata presso il Salumificio Negrini[30]
- La mazurka del barone, della santa e del fico fiorone (Pupi Avati, 1974)
- Tutti defunti... tranne i morti (Pupi Avati, 1977): una scena girata presso il Castello della Giovannina[31][32]
- Gli occhiali d'oro (Giuliano Montaldo, 1987): una scena girata presso lo storico Caffè Italia[33]
- La settimana della Sfinge (Daniele Luchetti, 1990): scene girate in via Matteotti e Ugo Bassi[34]
- Jolly Blu (Stefano Salvati, 1998): scena in cui Tato parla coi suoi nuovi amici
- Le barzellette (Carlo Vanzina, 2004): varie scene girate in Piazza Guercino e all'interno del Caffè Italia
- Mio fratello rincorre i dinosauri (Stefano Cipani, 2019): varie scene girate nel Giardino del Gigante e all'interno del Caffè Italia[35]
- Lamborghini - The Man Behind the Legend (Robert Moresco, 2022)

### Eventi e ricorrenze

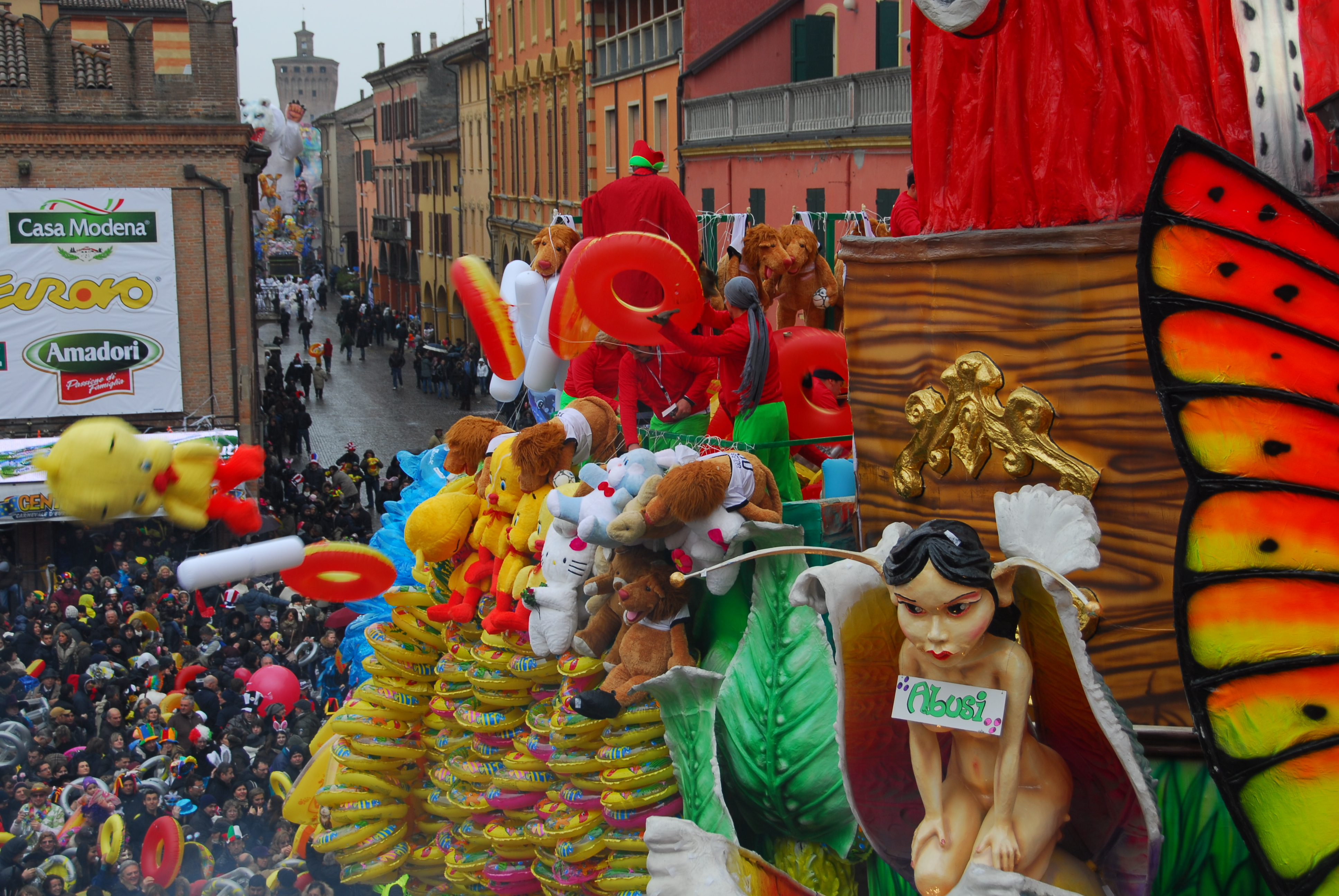
Il carnevale di Cento del 2009.

- Carnevale di Cento: carnevale storico, rappresentato già nel 1615 in un affresco del Guercino.[36]
- Fiera di Cento: si svolge durante il settembre Centese, evento che caratterizza il comune ferrarese per tutto il mese di settembre con manifestazioni artistiche e teatrali all'aperto.[37]
- Pasqua rosata: manifestazione storico-culturale in stile rinascimentale che si svolge nel centro cittadino. Oltre ai costumi del tempo vengono riproposte scene d'armi ed esibizioni di buskers.[38]
- Festa di San Biagio: si tiene il 3 febbraio, giorno del Santo patrono di Cento.[39]
- Premio Cento, premio letterario
- Cento Street Festival, festival estivo con spettacoli di strada e altre iniziative.[40]

## Geografia antropica

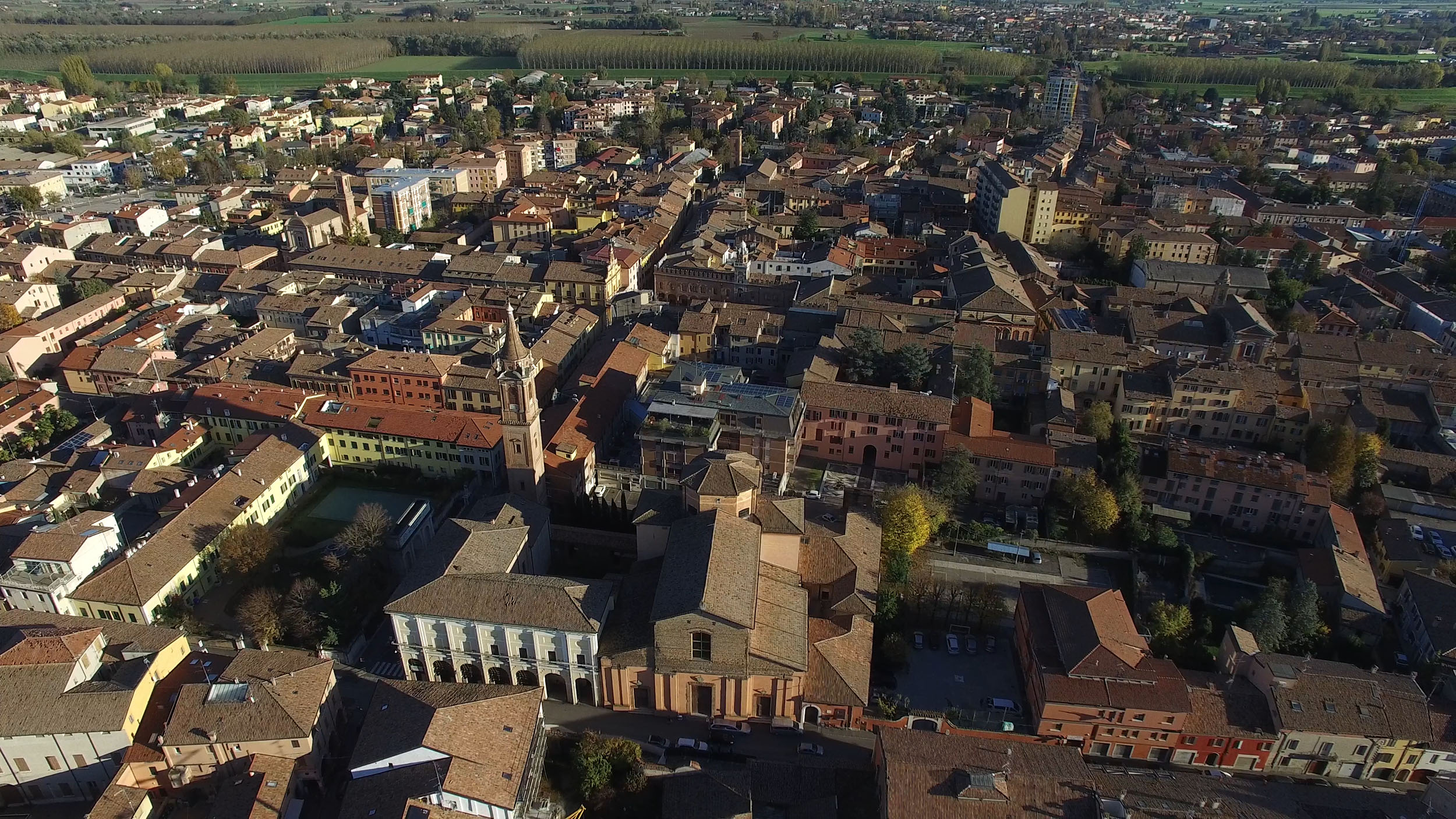
Panorama del centro storico del capoluogo

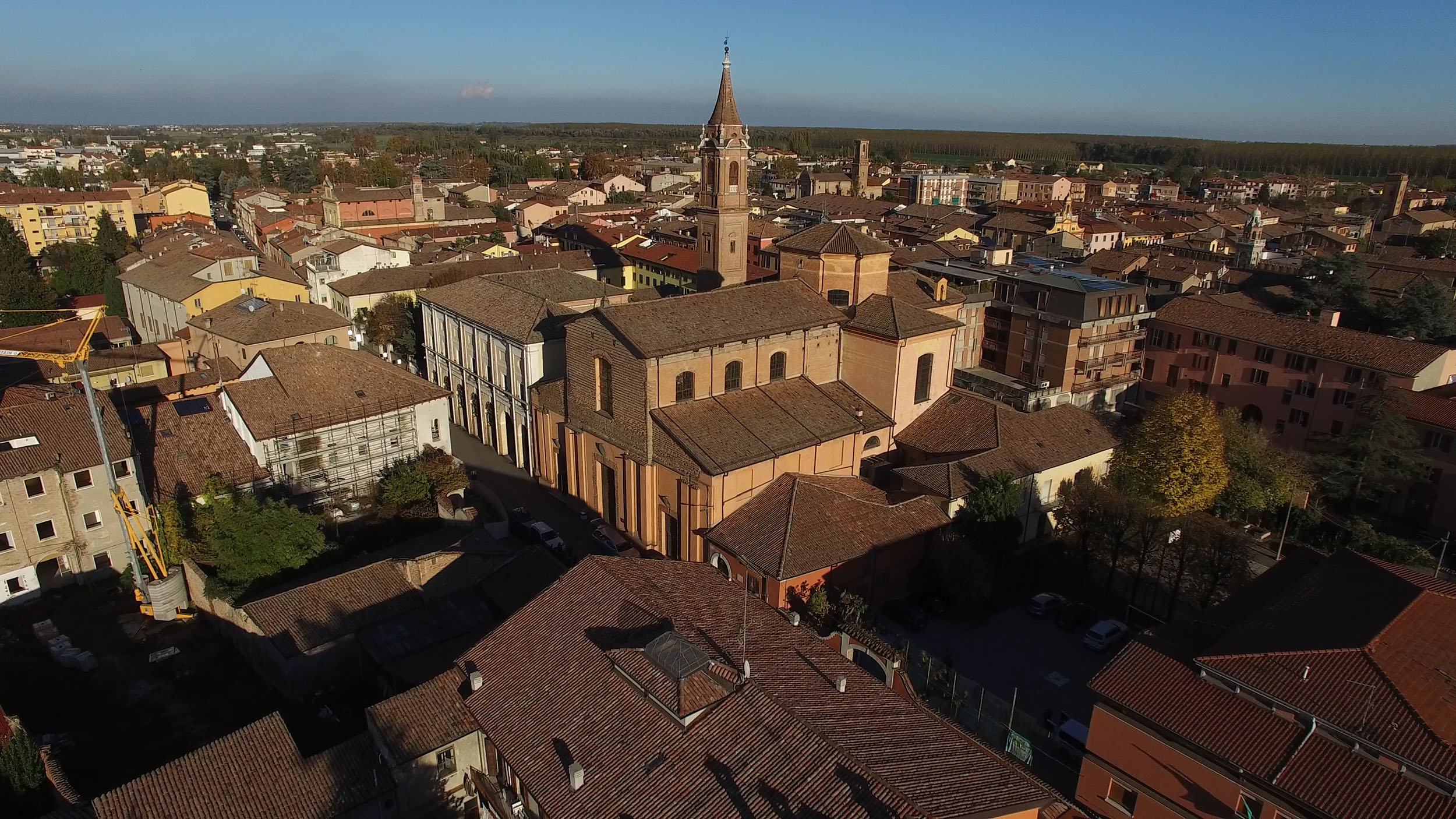
Scorcio del centro storico; in evidenza la Basilica di San Biagio

### Frazioni
- Alberone
- Buonacompra
- Casumaro, nota per la sagra della lumaca.[41]
- Corporeno, in cui è situato il primo monumento ai caduti della prima guerra mondiale d’Italia.
- Dodici Morelli
- Molino Albergati
- Renazzo, nota per aver dato il nome all'omonimo meteorite caduto nel 1824, e considerato il capostipite di una classe di condriti carbonacee note come "classe CR" (dove la "R" viene dal nome Renazzo).[42]
- Penzale, che non è una vera e propria frazione ma più un quartiere che, date le sue dimensioni, viene spesso inserito all’interno di esse.
- Pilastrello
- Reno Centese. Nella frazione il 9 luglio di ogni anno si ricorda sant'Elia Facchini alla presenza delle autorità civili e religiose. Nella piazza è collocata una statua bronzea del santo, offerta da un benefattore del luogo a ricordo del religioso che si recò ad annunciare e testimoniare la sua fede in Cina, per poi essere ucciso a Taiyuan.

## Economia
La lunga fase di bonifica dei terreni paludosi e il loro recupero all'agricoltura furono operati soprattutto tramite la Partecipanza agraria di Cento dove gli abitanti del paese partecipavano agli oneri e ai vantaggi, mantenendo la proprietà collettiva. Ancora oggi l'agricoltura (cereali, frutta, ortaggi) ricopre un ruolo di nota nell'economia locale.
Le maggiori aziende del territorio sono legate alla gastronomia (molini, di essiccatoi e di linee industriali per la pasta, pasta di semola e all'uovo, insaccati), al riscaldamento e condizionamento, alla produzione di motori, fra le quali si ricorda l'azienda motoristica VM Motori fondata a Cento nel 1947.

## Infrastrutture e trasporti

### Strade

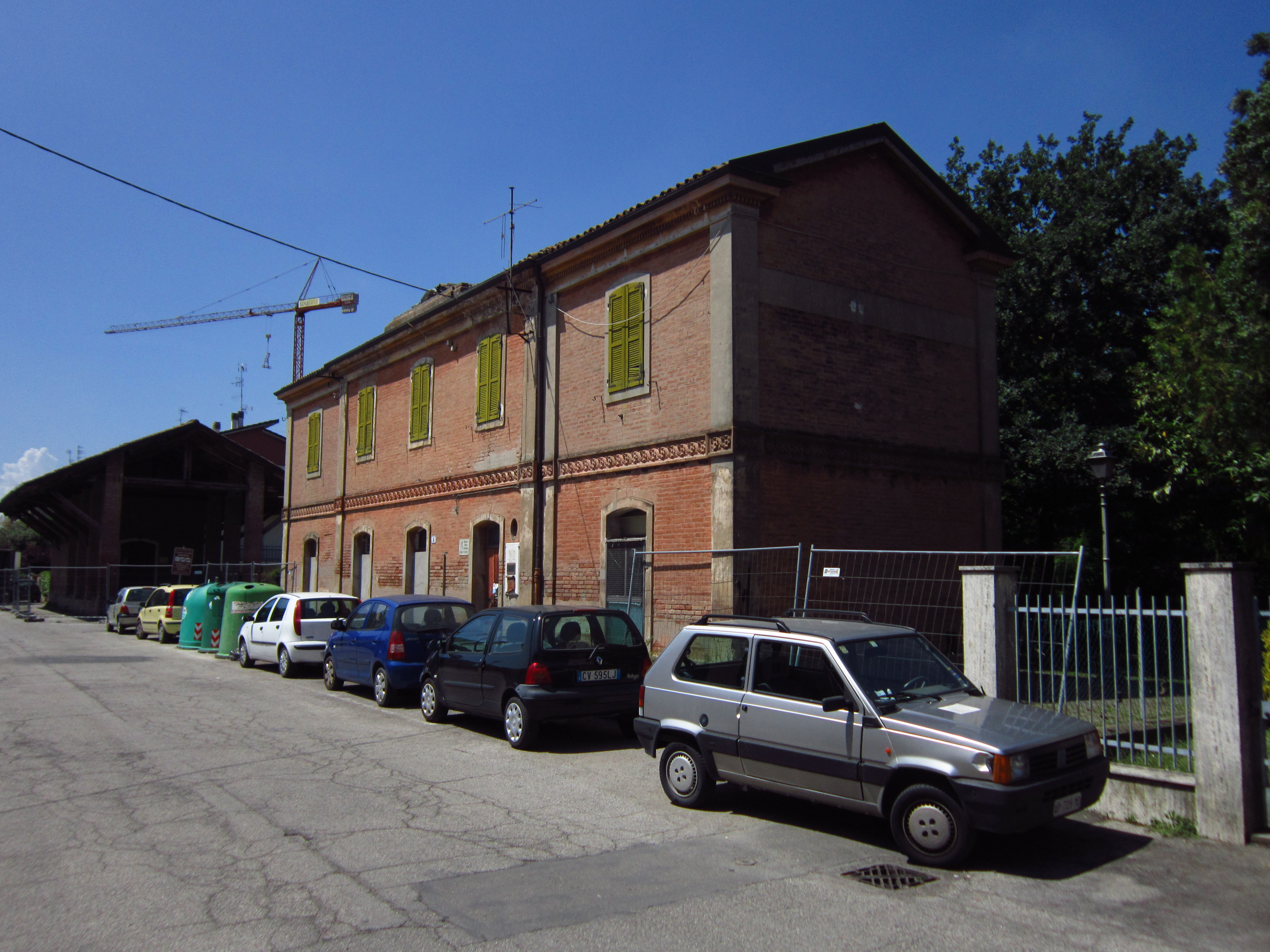
La vecchia stazione della tranvia a Pieve di Cento

Cento è collegata a Modena e Ferrara tramite l'ex strada statale 255 di San Matteo della Decima, oggi classificata come strada provinciale. La strada provinciale 42 Centese è invece la via di comunicazione con la vicina Pieve di Cento ed il Bolognese.

### Ferrovie
Era presente una stazione sulla ferrovia Ferrara-Modena, fino alla chiusura di questa nel 1956.
Fino al 1955 era anche presente nella vicina Pieve di Cento la Tranvia Bologna - Pieve di Cento che collegava il centro di Cento una navetta. L'intera tratta oggi è sostituita dal servizio autobus TPer dalla tratta 97c.

## Amministrazione

Gonfalone comunale

| Periodo | Periodo  | Primo cittadino    | Partito                        | Carica  | Note   |
| ------- | -------- | ------------------ | ------------------------------ | ------- | ------ |
| 1945    | 1952     | Albano Tamburini   |                                | Sindaco | [ 45 ] |
| 1952    | 1956     | Aldo Marvelli      |                                | Sindaco | [ 45 ] |
| 1957    | 1958     | Gualtiero Bastelli |                                | Sindaco | [ 45 ] |
| 1959    | 1961     | Aldo Marvelli      |                                | Sindaco | [ 45 ] |
| 1961    | 1961     | Mario Zoppellari   |                                | Sindaco | [ 45 ] |
| 1961    | 1967     | Arrigo Bisi        |                                | Sindaco | [ 45 ] |
| 1967    | 1972     | Pietro Benazzi     |                                | Sindaco | [ 45 ] |
| 1973    | 1978     | Fulvio Cantori     |                                | Sindaco | [ 45 ] |
| 1979    | 1988     | Giuseppe Albertini | Partito Socialista Italiano    | Sindaco | [ 45 ] |
| 1988    | 1993     | Silvio Canelli     | Partito Socialista Italiano    | Sindaco | [ 45 ] |
| 1993    | 2001     | Paolo Fava         | Lista civica                   | Sindaco | [ 45 ] |
| 2001    | 2006     | Annalisa Bregoli   | Lista civica                   | Sindaco | [ 45 ] |
| 2006    | 2011     | Flavio Tuzet       | centro-destra (PdL, Lega Nord) | Sindaco | [ 45 ] |
| 2011    | 2016     | Piero Lodi         | centro-sinistra (PD)           | Sindaco | [ 45 ] |
| 2016    | 2021     | Fabrizio Toselli   | Lista civica                   | Sindaco | [ 45 ] |
| 2021    | corrente | Edoardo Accorsi    | centro-sinistra (PD)           | Sindaco | [ 45 ] |

### Gemellaggi
- Székesfehérvár[46]
- Vicente López[46]
- L'Aquila[47]

## Sport

### Basket
La più nota squadra di basket centese è sicuramente la Benedetto XIV, che tra la fine degli anni novanta e i primi anni 2000 ha partecipato più volte al campionato di B1, sfiorando più volte la promozione in Serie A2. Nel 2012 ha conseguito la promozione in Divisione Nazionale B. Nel 2018 sponsorizzata Baltur, viene promossa in Serie A2, dopo un travolgente campionato, battendo San Severo alle Final Four di Montecatini.
Nel 2020 viene ripescata in serie A2 dopo l'annullamento dei campionati causa Covid19.

### Calcio
La principale squadra di calcio della città è la Centese. Disputò anche un campionato in Serie B nel 1947-1948, e per diversi anni, negli anni ottanta e novanta, militò nelle Serie C1 e C2. Dal 2024, disputa il campionato di Promozione.
Squadre delle frazioni centesi sono l'S.P. Reno Centese 1973 che milita in terza categoria, dopo essere stato alcuni anni in Serie D, il Casumaro Football Club, la Polisportiva XII Morelli A.S.D. e la Bevilacquese, tutte e tre queste ultime militanti nel girone F emiliano-romagnolo di 1ª Categoria.

### Ciclismo
Nel 1995 Cento è stata sede di arrivo della 12ª tappa del Giro d'Italia, partita da Borgo a Mozzano e vinta da Ján Svorada.
Nel 2024 Cento è stata sede di arrivo della 13ª tappa del Giro d'Italia, partita da Riccione e vinta da Jonathan Milan.
Presente nella città la Ciclistica Centese.